# DOA (Foo Fighters)
DOA is een nummer van de Amerikaanse rockband Foo Fighters uit 2005. Het is de tweede single van hun vijfde studioalbum In Your Honor.
"DOA" verwijst naar de medische term "dead on arrival". Het nummer was met een 68e positie niet zeer succesvol in de Amerikaanse Billboard Hot 100. Het meeste succes kende het nummer op de Britse eilanden en in Oceanië. Ook in Nederland was het nummer niet heel succesvol; daar haalde het de 86e positie in de Single Top 100.